# Логвиненко, Юрий Анатольевич
Ю́рий Анато́льевич Логвине́нко (род. 22 июля 1988[…], Актюбинск) — казахстанский футболист, полузащитник. Восьмикратный чемпион Казахстана и восьмикратный призёр. Двукратный обладатель Кубка Казахстана и 6-кратный обладатель Суперкубка Казахстана.

## Карьера

### Клубная
Воспитанник футбольного клуба «Актобе». Его карьера в родном клубе пришлась на «золотой период» «Актобе» под руководством тренера Владимира Муханова (2006—2012), когда команда стала постоянно входить в призовую тройку чемпионата Казахстана. 18-летний дебютант блестяще провёл первые два сезона, сыграв 40 матчей и забив 4 гола, стал с клубом вице-чемпионом и чемпионом Казахстана. Дважды финалист Кубка чемпионов Содружества: 2009, 2010.
В феврале 2016 года Логвиненко, недовольный резким снижением ставок и изменением состава команды в худшую сторону, расторг контракт с клубом, в котором провёл десять лет и выиграл десять медалей чемпионата РК.
Защитник недолго выбирал новый клуб и уже через день присоединился к чемпиону «Астане» на сборах в Турции.
В «Астане» Логвиненко провёл два прекрасных сезона под руководством Станимира Стойлова, стал дважды чемпионом Казахстана и выиграл Кубок — 2016. Был дважды признан лучшим левым центральным защитником страны.
В квалификации Лиги чемпионов 2016/2017 провёл два матча против шотландского «Селтика» и забил гол в домашней игре. Также провёл 6 матчей в Лиге Европы УЕФА 2016/2017. В следующем сезоне сыграл 6 матчей в квалификации Лиги чемпионов УЕФА 2017/2018 и 5 игр в групповом турнире Лига Европы УЕФА 2017/2018, забил гол испанскому «Вильярреалу». Но в матче 1/16 финала против португальского «Спортинга» был удалён и в ответной игре не участвовал.
В январе 2018 года футболист получил предложение от клуба испанской Примеры «Малага», которая шла на последнем месте и срочно нуждалась в надёжных защитниках, но его не устроила финансовая сторона контракта. Но в сезоне-2018, когда команду покинул Станимир Стойлов, провёл в чемпионате за «Астану» вдвое меньше матчей, чем в предыдущем (16 против 29), забил только один гол «Атырау» (4 — в сезоне 2017) и в еврокубках выходил лишь в трёх матчах на замену в конце.
24 января 2021 года в СМИ появились слухи о трансфере Юрия Логвиненко в ФК «Ротор», с которым ранее подписали контракты ещё трое игроков «Астаны». 28 января тренер волгоградского клуба Александр Хацкевич подтвердил переход центрального защитника.

### Сборная
Выступал за молодёжную сборную Казахстана в качестве капитана. Впервые Логвиненко выступил за сборную 23 мая 2008 года в Москве, когда главный тренер голландец Арно Пайперс выпустил его на замену в матче со сборной России. В сборной Арно Пайперса иногда играл на позиции полузащитника.
13 октября 2014 года в домашнем матче отборочного тура чемпионата Европы 2016 года против сборной Чехии забил два мяча. Примечательно, что в воротах сборной Чехии стоял один из лучших вратарей мира Петр Чех и что Логвиненко играл на позиции защитника. Тем не менее дубль Юрия не смог обеспечить победу в матче в Астане, а сборная Казахстана проиграла со счётом 2:4. Затем, в ответной игре в Чехии казахстанцы забили один гол, и это снова сделал Логвиненко. Правда, и в этом матче сборная Казахстана потерпела поражение (1:2). В сумме Юрий оформил хет-трик по итогам двух матчей в ворота сборной Чехии и самого Петра Чеха.
Всего Юрий провёл за сборную Казахстана 57 игр и забил пять мячей.

## Достижения

### Командные
«Актобе»
- Чемпион Казахстана (4): 2007, 2008, 2009, 2013
- Серебряный призёр чемпионата Казахстана (4): 2006, 2010, 2014, 2022
- Бронзовый призёр чемпионата Казахстана (3): 2011, 2012, 2015
- Обладатель Кубка Казахстана (1): 2008
- Финалист Кубка Казахстана (1): 2014
- Обладатель Суперкубка Казахстана (3): 2008, 2010, 2014

«Астана»
- Чемпион Казахстана (4): 2016, 2017, 2018, 2019
- Бронзовый призёр чемпионата Казахстана (1): 2020
- Обладатель Кубка Казахстана (1): 2016
- Обладатель Суперкубка Казахстана (3): 2018, 2019, 2020
- Финалист Суперкубка Казахстана (1): 2017

### Личные
- В 2008 году вошёл в десятку лучших игроков Казахстана по версии ФФК[12].
- В 2016 и 2017 гг. был признан лучшим левым центральным защитником чемпионата Казахстана (по версии ПФЛК)[13].